# Music Man DarkRay
Il Music Man DarkRay è un basso elettrico a 4 o a 5 corde prodotto dalla Music Man a partire dal 2021.

## Caratteristiche
Il DarkRay è sostanzialmente uno StingRay Special, caratterizzato però da un nuovo preamplificatore con EQ a 2 bande, progettato dalla Darkglass Electronics, che consente due tipi di suono: pulito oppure distorto, quest'ultimo nelle due modalità Alpha (distorsore) e Omega (fuzz). Il preamplificatore include i controlli di volume, alti e bassi e in più, rispetto allo StingRay, presenta una manopola separata per la miscelazione dei due circuiti e il gain. Un anello LED luminoso intorno alla manopola e l'interruttore a leva a 3 vie indicano la modalità in cui si trova il basso. La configurazione hardware è quella classica dello StingRay, con un pick-up humbucker al ponte con magneti in neodimio. Il corpo è realizzato in vari legni pregiati, il manico in acero roasted, mentre la tastiera a 22 tasti è in ebano. Il manico è montato al corpo con sistema bolt-on a cinque viti, con la classica paletta 3+1, o 4+1 nella versione a 5 corde.